# Comuna Novomîkolaiivka, Melitopol
Novomîkolaiivka (în ucraineană Новомиколаївка) este o comună în raionul Melitopol, regiunea Zaporijjea, Ucraina, formată din satele Novomîkolaiivka (reședința), Perșotravneve, Pivdenne, Shidne și Zelenciuk.

## Demografie
Componența lingvistică a comunei Novomîkolaiivka
     Ucraineană (66,74%)
     Rusă (32,35%)
     Alte limbi (0,55%)
Conform recensământului din 2001, majoritatea populației comunei Novomîkolaiivka era vorbitoare de ucraineană (66,74%), existând în minoritate și vorbitori de rusă (32,35%).